# やまぎんカードサービス
やまぎんカードサービス株式会社（英称:THE YAMAGIN CARD SERVICE CO.,LTD）は、山形銀行の系列会社であり、ディーシーカードおよびJCBカードのフランチャイジーである。

## 概要
山形銀行の顧客基盤をもとに主に山形県内でディーシーカード・JCBカードの発行、加盟店の獲得している。同行と提携し、指静脈認証対応のキャッシュカード共用型クレジットカード「＜やまぎん＞ハイブリッドDC」を発行しているほか、2010年3月19日、木の実管財（旧・やまぎんジェーシービーカード）より、JCBカードに関する業務を譲受し、これまでのDCカードに加え、JCBカードがラインナップに加わった。
山口銀行グループの「やまぎんカード」とは無関係である。

## 沿革
- 1991年（平成3年）6月21日 - 「やまぎんディーシーカード株式会社」設立。
- 2010年（平成22年）3月19日 - やまぎんジェーシービーカードより、JCBカード業務を譲受。やまぎんカードサービス株式会社に改称。